# Der Ghettotraum in Handarbeit
Der Ghettotraum in Handarbeit è il quinto album pubblicato il 6 novembre 2009 dal solista del rapper tedesco Massiv.

## Tracce
1. Intro – 1:49
2. Welcome to the Ghetto – 3:33
3. Eiszeit (feat. MC Basstard) – 3:28
4. Original Massiv – 3:54
5. Gangster rap tag team – 3:39
6. Nananana – 3:24
7. Oberarme angespannt (feat. Kollegah) – 4:32
8. Falls es nicht klappt – 4:28
9. Das ist die Strasse (feat. Sido) – 4:32
10. Sternenstaub (feat. Ziya) – 4:20
11. Der Ghettotraum in Handarbeit – 3:40
12. Ibrahim und Bilal – 3:50
13. Wir sind Fleischfresser (feat. Beirut) – 3:14
14. Guck wie du guckst – 3:28
15. Du kannst diesen weg nicht alleine gehen (feat. Senna) – 3:56
16. My Life – 3:00
17. Al Massiva kommt (feat. Beirut) – 5:05